# Rolf Pinegger
Rolf Pinegger (né le 25 mars 1873 à Schwifting, mort le 18 octobre 1957 à Munich) est un acteur allemand.

## Biographie
Charpentier de formation, il a son premier rôle à 19 ans au théâtre de Budweis. Après des apparitions dans des théâtres provinciaux allemands, il arrive en 1907 au Münchner Volkstheater, auquel il appartient jusqu'à sa mort. Pinegger devient un acteur bavarois populaire qui est aussi metteur en scène et un temps directeur de théâtre adjoint.
En tant qu'acteur de cinéma, Pinegger est souvent dans des productions avec un fond alpin, en particulier dans les adaptations de Ludwig Ganghofer par Peter Ostermayr. Il incarne dans des rôles de figuration le bûcheron, le bourgmestre et d'autres personnalités villageoises. Après la fin de la Seconde Guerre mondiale, Pinegger apparaît rarement et se limite à quelques apparitions en tant que voix au théâtre de marionnettes de Munich (Die Mondlaterne, Kalif Storch).
Il est le grand-père de l'enfant acteur du même nom.
Une rue de Munich porte son nom. Il est enterré dans le Waldfriedhof de Munich.

## Filmographie
- 1917 : Die Goldene Kugel
- 1919 : Ein Hochzeitsmorgen
- 1919 : Verlorenes Spiel
- 1919 : Die sterbende Salome
- 1919 : Die Note mit dem Silberkreuz
- 1919 : Die Gespensterfalle
- 1920 : Menschliche Trümmer
- 1920 : Der Todesschacht
- 1920 : Das Ende des Abenteuers Paolo de Gaspardo
- 1920 : Durch alle Höllen
- 1920 : Der letzte Schuß
- 1920 : Papa Haydn
- 1920 : Orchideen
- 1920 : Die Schmiede des Grauens
- 1921 : Die goldene Kugel
- 1921 : Der Bagnosträfling
- 1921 : Die Rattenmühle
- 1922 : Marccos schwerer Sieg
- 1923 : Das Wirtshaus im Spessart
- 1923 : Um Recht und Liebe
- 1924 : Die Schuld
- 1928 : Das Geheimnis von Genf
- 1928 : Der Fremdenlegionär
- 1928 : Hinter Klostermauern
- 1929 : Andreas Hofer
- 1930 : Wildschütz Jennerwein. Herzen in Not
- 1930 : Das heilige Schweigen
- 1933 : Ein Kuß in der Sommernacht
- 1933 : Die weiße Majestät
- 1934 : Schuß am Nebelhorn
- 1936 : Standschütze Bruggler
- 1936 : Der Jäger von Fall
- 1937 : Das Schweigen im Walde
- 1937 : Zweimal zwei im Himmelbett
- 1938 : Gewitter im Mai
- 1938 : Frau Sixta
- 1939 : Der Edelweißkönig
- 1939 : Waldrausch
- 1939 : Das Recht auf Liebe
- 1939 : Sommer, Sonne, Erika
- 1940 : La Fille au vautour
- 1941 : Der scheinheilige Florian
- 1941 : Der laufende Berg
- 1942 : Die Erbin vom Rosenhof
- 1943 : Der Ochsenkrieg
- 1943 : Der dunkle Tag
- 1943 : Peterle
- 1950 : Le baiser n'est pas un péché
- 1950 : Bonne Nuit Mary ! (de)
- 1950 : Der Geigenmacher von Mittenwald
- 1951 : Die Martinsklause
- 1952 : Die schöne Tölzerin
- 1955 : Das Schweigen im Walde